# أوتو ويبر (سياسي)
أوتو ويبر (بالرومانية: Otto Ernest Weber)‏ هو سياسي روماني، ولد في 5 أبريل 1921 في رومانيا، وتوفي في 2 أغسطس 2001 في بوخارست في رومانيا. انتخب عضو مجلس النواب في رومانيا.